# Iuliivka (Novooleksandrivka), Zaporijjea
Iuliivka (în ucraineană Юльївка) este un sat în comuna Novooleksandrivka din raionul Zaporijjea, regiunea Zaporijjea, Ucraina.

## Demografie
Componența lingvistică a localității Iuliivka
     Ucraineană (81,7%)
     Rusă (17,86%)
     Alte limbi (0,3%)
Conform recensământului din 2001, majoritatea populației localității Iuliivka era vorbitoare de ucraineană (81,7%), existând în minoritate și vorbitori de rusă (17,86%).